# Зоран Јањетов
Зоран Јањетов (Суботица, 23. јун 1961) је српски аутор стрипова и илустратор, познат по свом ауторском серијалу „Бернард Панасоник“, као и по сарадњи са Мебијусом и Ходоровским. Стрипови му се објављују широм света.
Зоран Јањетов није био довољно познат као музичар, али са групом „Хероина“ је 1985. године објавио албум за пгпртб, под називом групе „Хероина“ и урадио графичко/ликовно решење омота.

## Биографија
Дипломирао је на Академији уметности у Новом Саду, где и сада ради и живи. Током 1980-их објављивао је стрипове и илустрације у српској периодици: Студент, Видици, Младост, Невен, Мали невен, Омладинске новине, Став, Џубокс, Маслачак, Ју стрип (Ју стрип магазин) и Цепелин
Од 1986. наследник је француског мајстора Жана Жироа - Мебијуса на серијалима о Џону Дифулу, прво као колориста, затим и као цртач.
Најпознатији стрипови су му Бернард Панасоник по сопственом сценарију, као и Младост Џона Дифула, Техноочеви, Војске метабарона и Огрегод по сценарију Александра Ходоровског.
Добитник је Специјалног признања за допринос српском стрипу 2004. на Међународном салону стрипа у Београду.

## Стрипографија
Бојанка Професора Ћумислава (Студио Дервишевић, Нови Сад, 1992.год.)

### Бернард Панасоник
1. Бернард Панасоник, албум, , Београд 2003. (сабрани стрипови из 1980-их и 1990-их)

###Avant L'incal (Младост Џона Дифула)
1. (1988)
2. (1990)
3. , (1991)
4. (1992)
5. (1993)
6. (1995)

### (Техноочеви)
1. (1998)
2. (1999)
3. (2000)
4. (2002)
5. (2003)
6. (2004)
7. (2005)
8. (2006)

###Les Armes du Méta-Baron (Војске метабарона)
1. (2008)

###Ogregod (Огрегод)
1. (2010)
2. (2012)

###Centaurus (Keнтaур)
1. (2015)
2. (2016)
3. (2017)
4. (2018)